# Subfusil

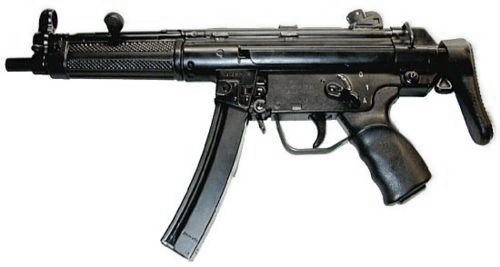
El Heckler & Koch MP5 es una de las metralletas más comunes entre las fuerzas policiales y militares.

La metralleta o subfusil es un arma totalmente automática, diseñada para disparar munición de pistola; es por tanto un arma de fuego larga de tiro automático con selección de disparo (semiautomático, automático y de ráfaga de dos o tres disparos) pero con un tamaño menor y con menor potencia de fuego y de corto alcance (unos 150 m como máximo), pensada para proporcionar gran cadencia de fuego en distancias cortas y espacios cerrados, cuenta con rieles para colocar accesorios (linternas, mira láser, miras, etc) y culatas fijas o plegables.
Se diferencia de una pistola ametralladora en que mientras esta es un arma corta (pistola), el subfusil se considera arma larga, pensada para usarse preferentemente a dos manos y a menudo apoyando su culata en el hombro.
Esta arma en ocasiones ha aparecido mencionada como subametralladora, en traducción totalmente literal del término en inglés para la misma (submachine gun).

## Historia

### Orígenes

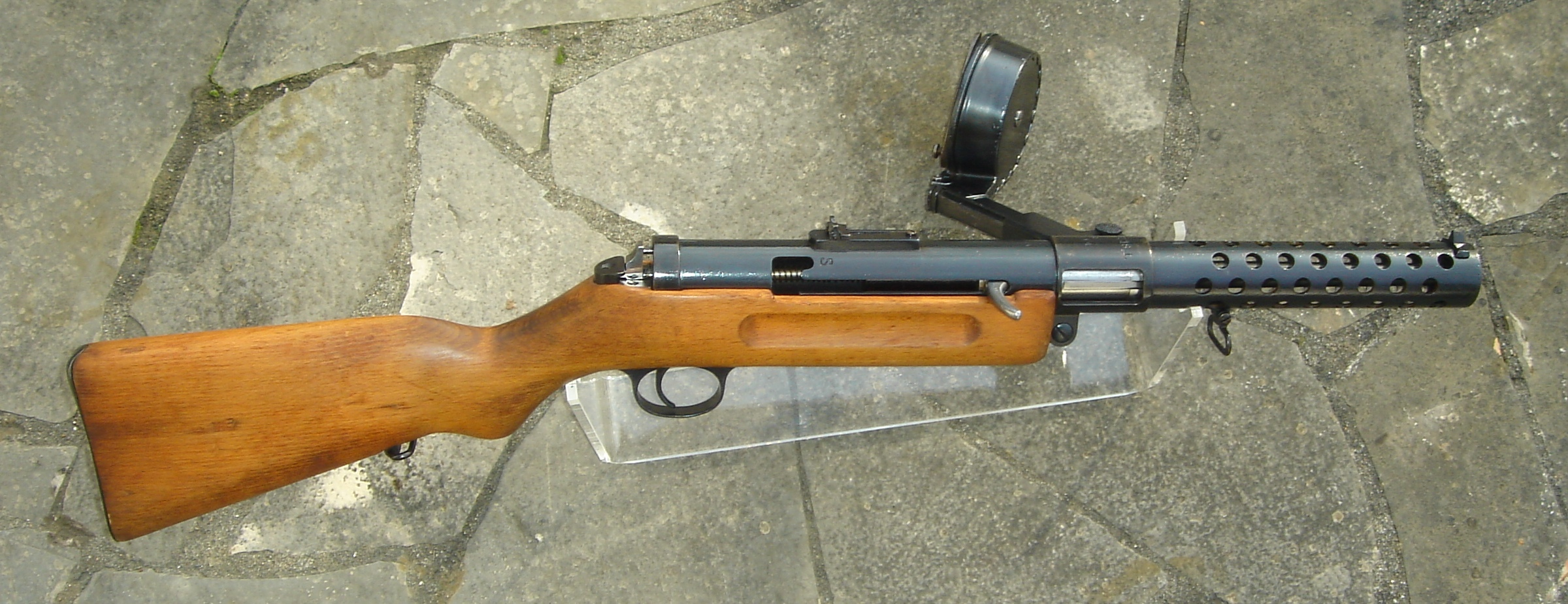
Un Bergmann MP-18 con cargador TM08 "caracol".

La idea de un arma de pequeño tamaño pero más potente que la pistola, capaz de lanzar un chorro de balas en varias ráfagas para neutralizar al enemigo al asaltar una posición, nació en la Primera Guerra Mundial. Aunque el primer modelo fue el Villar-Perosa italiano, creado por Abiel Revelli como ametralladora ligera de apoyo, fueron los alemanes los que llevaron la idea específica al campo de batalla. Formaron en 1916 un cuerpo militar especializado, los Sturmtruppen (tropas de asalto). Estos soldados precisaban un arma de reducidas dimensiones para poder arrastrarse por el campo de batalla y las alambradas, pero que al mismo tiempo les diera gran potencia de fuego. El diseñador Hugo Schmeisser creó para ellos el primer subfusil de la historia, el MP-18 Schmeisser, alimentado por un cargador de 32 cartuchos de 9 mm, tosco, pesado, pero eficaz.

### Segunda Guerra Mundial

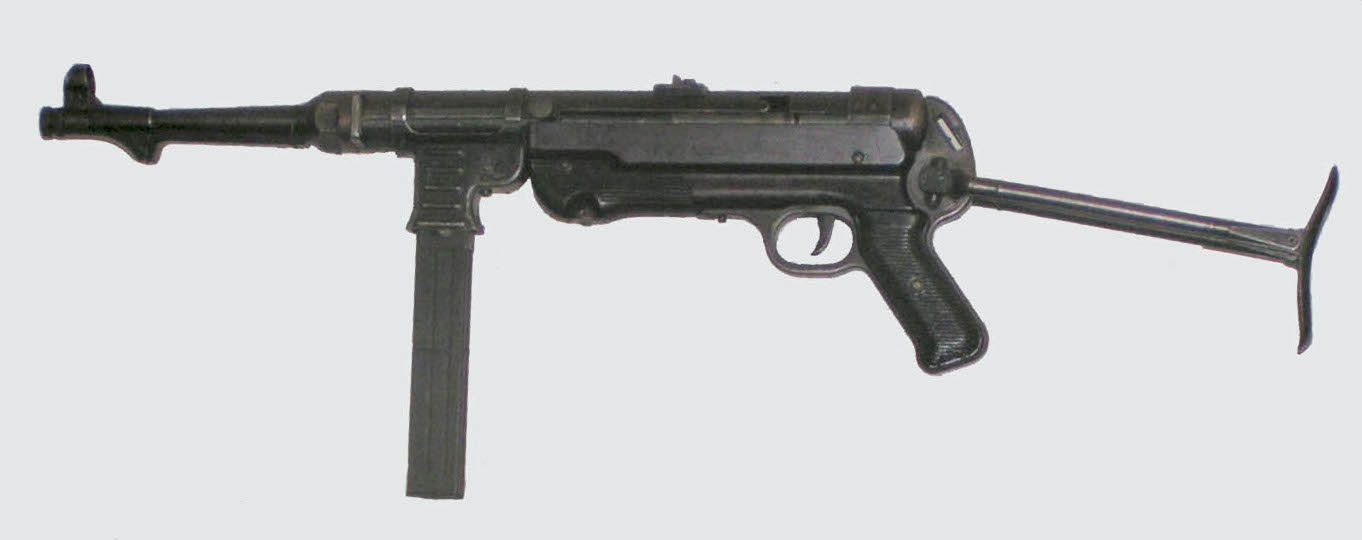
El MP40 fue ampliamente usado por la Wehrmacht durante la Segunda Guerra Mundial.

En la Segunda Guerra Mundial, todos los ejércitos habían copiado y mejorado la idea original, aunque durante la guerra civil española se usaron los modelos Si35, TN35 de la casa STAR y los MP28 II. Los alemanes tenían los «famosos» MP38 y MP40 (incorrectamente llamados por muchos Schmeisser, a pesar de que Hugo Schmeisser no tuvo nada que ver en su diseño) ampliamente utilizados en las tropas de asalto. Los italianos tenían el MAB 38.
Ante el éxito del subfusil los ingleses crearon su Sten, un arma barata por estar realizada prácticamente con chapa estampada, producida por millones y empleada por los partisanos antifascistas de toda Europa que recibían por diversas vías armas de Gran Bretaña.

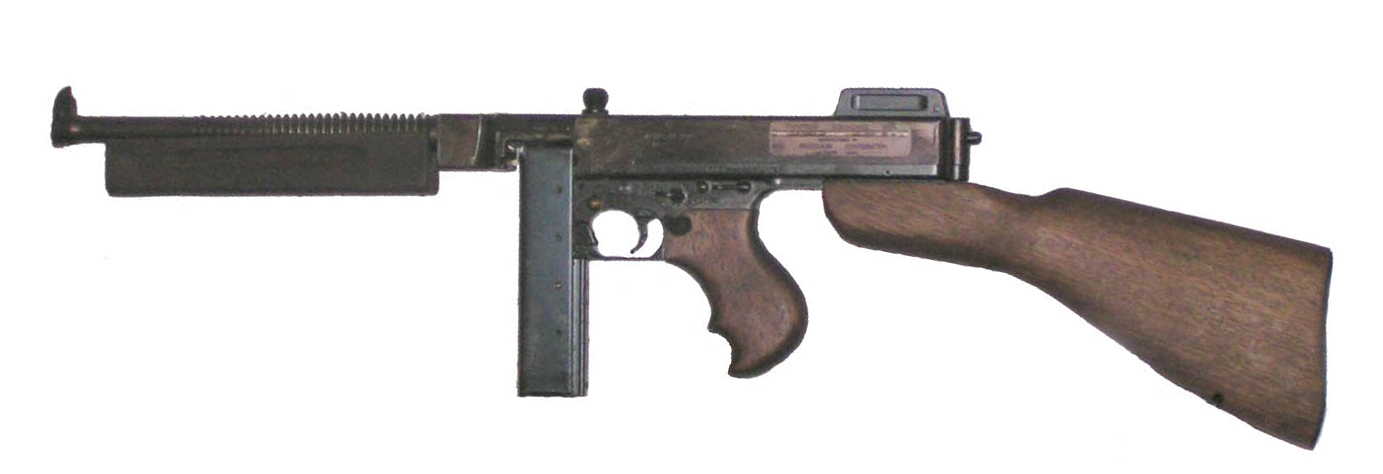
Thompson 1928A1 (réplica) con cargador recto.

La metralleta se adaptaba a las tácticas y necesidades del Ejército Rojo y los soviéticos crearon su PPSh-41, llamada "Pepeshina", caracterizada por su cargador de tambor con 71 balas que usaba la munición 7,62 x 25 Tokarev (la misma de la pistola TT-33, con un alcance eficaz de 200 m) y que incluso adaptaron los alemanes por su eficacia.
Denostado por los militares anteriormente con la guerra los norteamericanos acabaron incorporando su Thompson.

## Genealogía
Se puede clasificar a los subfusiles en cuatro «generaciones»: 
- Los de primera generación incluyen los modelos anteriores a la Segunda Guerra Mundial, como el MP18 o el Thompson M1928.

- Los de segunda generación eran más pequeños y baratos, y mecánicamente más sencillos, como muchos usados durante la Segunda Guerra Mundial (MP38, MP40, Sten, M3, etc.).

- Los de tercera generación aparecieron a partir de la década de los 50. El Uzi israelí es el más famoso y utilizado, sencillo, práctico, resistente, fiable, seguro y barato.

- Los de cuarta generación son modernos y más sofisticados. Algunos señalan al HK MP5 (muy popular entre unidades de élite policiales por sus prestaciones) como el primer ejemplo. Pero otros mencionan diseños aún más modernos, como el Spectre M4 o el P90. Son armas precisas y de calidad.

## Ocaso y renacimiento
Con la llegada del fusil de asalto tras la Segunda Guerra Mundial, se fue considerando al subfusil cada vez más obsoleto. 
Pero la aparición de amenazas, como el terrorismo, y la creación de comandos de asalto de élite en la policía, junto a diseños avanzados de cuarta generación, parecen prolongar su vida. 

## Subfusil en España
El subfusil fue un arma popular durante la guerra civil española. El ejército español siempre lo tuvo en gran estima y ha empleado varios modelos.
En España se desarrollaron por la empresa eibarresa STAR, Bonifacio Echeverría S.A. los modelos basados en el Z-45, dando lugar a nuevos subfusiles Z-62 (y Z-63), y más adelante el Z-68 y el Z-70 (y Z-70B), que serían los oficiales en la policía y Guardia Civil y de otros cuerpos militares y policías en diversos países.

## Galería
|                    |
| Heckler & Koch MP5 |

|     |
| Uzi |

|                    |
| Heckler & Koch UMP |

|               |
| Ingram MAC-10 |

|        |
| FN P90 |

|             |
| PP-19 Bizon |

|                    |
| Heckler & Koch MP7 |

|                 |
| Skorpion vz. 61 |

|           |
| FAMAE SAF |

|            |
| TDI Vector |

|       |
| FMK-3 |

|             |
| Beretta M12 |

|         |
| SIG MPX |

|                        |
| IMI Tavor, modelo X95S |